# Żdżary (województwo małopolskie)
Żdżary – wieś w Polsce położona w województwie małopolskim, w powiecie dąbrowskim, w gminie Radgoszcz.
W latach 1975–1998 miejscowość należała administracyjnie do województwa tarnowskiego. Integralne części miejscowości: Górka, Kaczówka, Krakusy, Żabno.
Wieś istniała na początku XV wieku, wzmiankowana po raz pierwszy w 1449 roku. Była początkowo własnością rodu Ligęzów, którzy założyli tam folwark, później Lubomirskich i w XIX wieku Stojewskich. W skład sołectwa Żdżary została włączona następnie sąsiednia wieś Kaczówka (wzmiankowana w 1610 r.).

## Osoby związane z miejscowością
- Jan Wnęk